# Prafulla Samantara
Prafulla Samantara (1951-)  est un activiste social et écologiste indien, engagé dans la cause des paysans dépossédés de leur terre, intouchables, et des peuples tribaux, les Adivasis. Il est l’animateur de nombreux mouvement sociaux.

## Biographie
Prafulla Samantara est né le 1er mai 1951 dans le village de Nimundia, dans l'État d'Odisha (centre-est de l'Inde), sur la côte orientale. Issu d'une famille d'agriculteurs, il fait des études juridiques, pour devenir avocat, mais délaisse cette carrière pour s'investir dans la vie politique et sociale. Il a été co-organisateur de la National Alliance of Peoples Movements (NAPM) d’Inde. Il a été enlevé, agressé et attaqué à plusieurs reprises pour son activisme militant. Il s’est également investi dans la lutte contre les violences antichrétiennes menées par les fondamentalistes hindous, en participant notamment à des rassemblements.

## Engagement social et écologiste, et reconnaissance
L’engagement par lequel il s’est fait connaître en Inde et dans le monde entier est celui pour le respect des droits fonciers des autochtones Dongria Kondh, droits menacés par l’ouverture d’une mine de bauxite à ciel ouvert par la multinationale britannique Vedanta resources. Ce projet aurait détruit 670 hectares de forêt et favorisé la pollution des sources d’eau, qui sont vitales pour 8.000 autochtones). De plus, cette déforestation aurait encouragé le braconnage et la déforestation de cette région de l’Est de l’Inde. Le combat des Dongria Kondh, un peuple adivasi, n’est pas seulement environnementaliste. Il possède aussi une importante dimension spirituelle car la mine est installée sur les collines sacrées de Niyamgiri. Prafulla Samantara a consacré douze années de sa vie à cette cause en bataillant sur le plan juridique. C’est la raison pour laquelle il a reçu, le 24 avril 2017, le prix Goldman pour l'environnement, décerné à des personnalités, militants, activistes, intellectuels engagés dans les luttes écologistes, notamment dans les pays du Sud.